# Bellaterra
Bellaterra är en ort i Spanien.   Den ligger i provinsen Província de Barcelona och regionen Katalonien, i den östra delen av landet, 500 km öster om huvudstaden Madrid. Bellaterra ligger 195 meter över havet och antalet invånare är 2 686.
Terrängen runt Bellaterra är platt norrut, men söderut är den kuperad. Runt Bellaterra är det mycket tätbefolkat, med 10 000 invånare per kvadratkilometer. Närmaste större samhälle är Barcelona, 14,0 km söder om Bellaterra. I omgivningarna runt Bellaterra växer i huvudsak barrskog.